# Tylonycteris tonkinensis
Tylonycteris tonkinensis és una espècie de ratpenat de la família dels vespertiliònids. Viu al nord-est de Laos i el nord del Vietnam. És un ratpenat de petites dimensions, amb els avantbraços de 25,1–27,8 mm. El seu nom específic, tonkinensis, significa 'de Tonquín' en llatí. S'alimenta d'insectes. Com que fou descoberta fa poc, encara no se n'ha avaluat l'estat de conservació.